# 매리너 무스

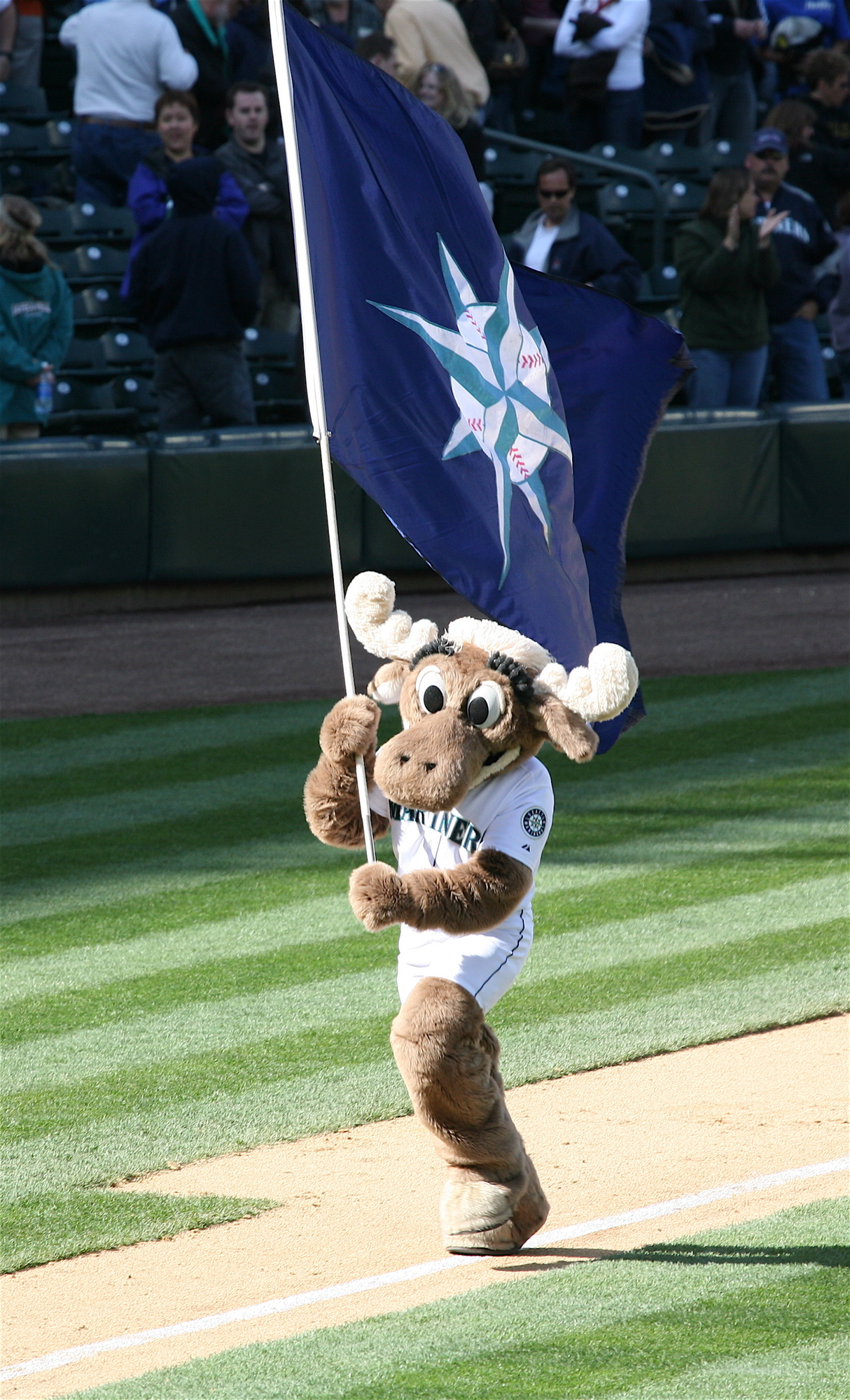
매리너 무스

매리너 무스(Mariner Moose)는 MLB 시애틀 매리너스 구단의 마스코트이다. 애칭은 무스이며, 등번호는 00이다. 매리너스 구단 최초의 마스코트이다.

## 개요
1990년에 시애틀 매리너스가 미국 서해안 북부 지역에서 응모 대상자를 14세 이하로 제한하고 구단 마스코트의 방안을 모집하였다. 2,500개 이상의 응모작 중에서 매리너 무스가 탄생하였다.